# 슬로바키아 국립극장

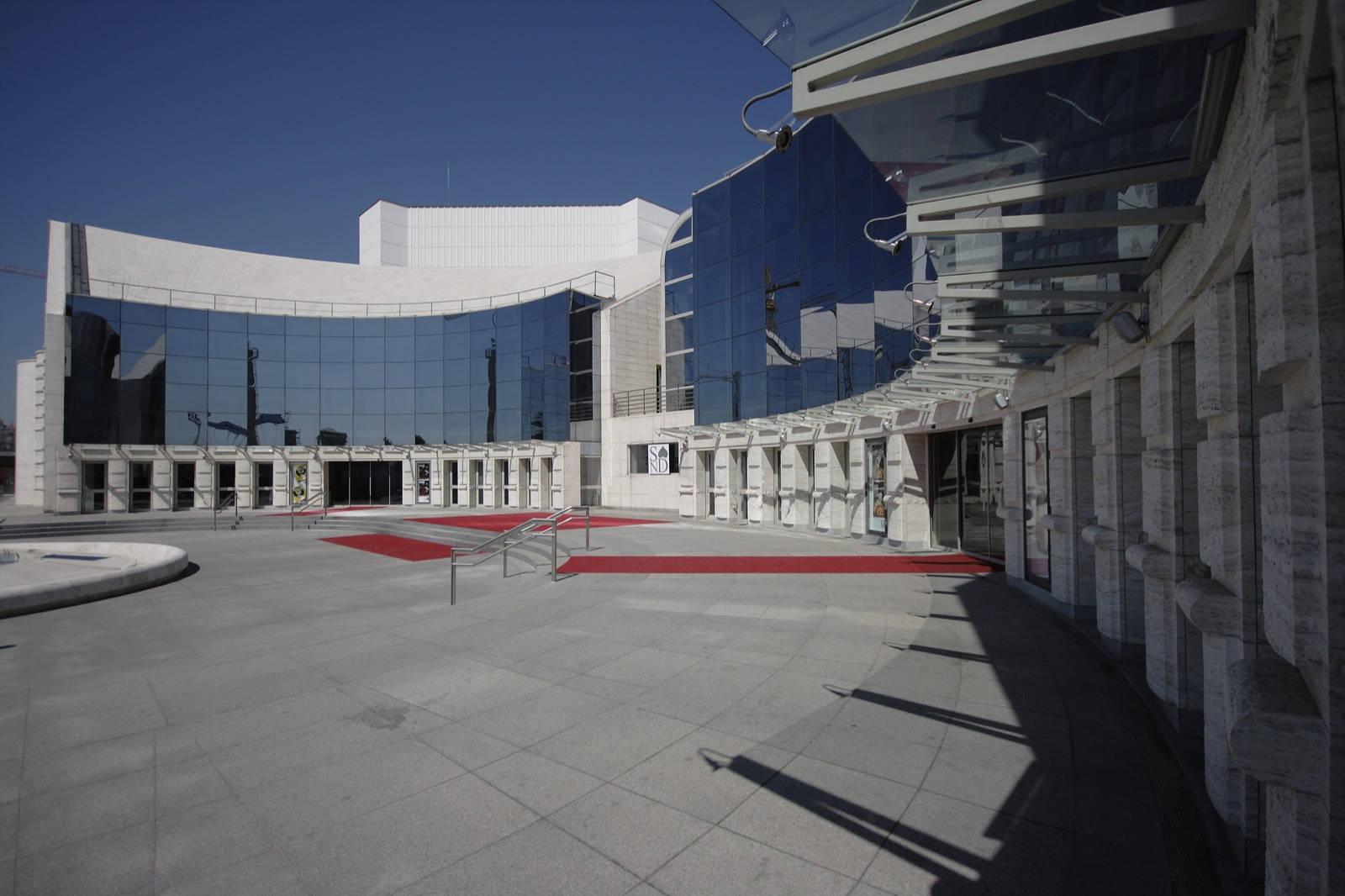
슬로바키아 국립극장

슬로바키아 국립극장(슬로바키아어: Slovenské národné divadlo)은 슬로바키아 브라티슬라바에 위치한 국립 극장이다.